# Plazemski zaslon
Plazemski zaslon je vrsta ploskega zaslona, ki za prikaz barvne slike v posameznih pikslih uporablja plazmo - ioniziran plin, ki se odziva na električno polje. Plazemski zasloni so večinoma večjih dimenzij, njihova slabost je velika poraba energije, zato jih izrivajo tekočekristalni (LCD) ali OLED zasloni. 

### Glavne značilnosti
Plazma zasloni so zelo svetli (1000 lux ali več), imajo širok barvni spekter in so lahko narejeni v večjih dimenzijah: velikosti diagonale je tipično nad 80 cm (32 inčev) do slabih štirih metrov. Plazemski zasloni se ponašajo z izjemno temnimi nivoji črnin, saj za razliko od LCD zaslonov temnih pikslov ne osvetlijo. Posledično so črnine lahko temnejše in bolj “črne”. 

### Delovanje
Ime izhaja iz metode nastanka svetlobe: v fiziki s pojmom plazma poimenujemo ioniziran plin. V vsakem pikslu zaslona je par fluorescentnih cevi, ki je umeščen med dve stekleni plošči z elektrodami. Ko čez elektrode spustimo električni tok, se med elektrodami v celicah z mešanico žlahtnih plinov in živega srebra zaradi razlike v napetosti ustvari električno polje. V kolikor je razlika napetosti dovolj velika, se atomi živega srebra ionizirajo in preidejo v plazemsko stanje. Ob trkih prostih elektronov v plazmi z atomi inertnega plina pride do prenosa energije iz elektrona na atom, ter kasneje iz atoma v okolje v obliki EM sevanja - svetlobe. Izsevana utravijolična svetloba nato vpada na fluoroscentni sloj, ki oddaja svetlobo vidnega spektra. 
Pri enobarvnih zaslonih je bil žlahtni plin navadno neon, ki je dajal značilno oranžno svetlobo. Pri barvnih plazemskih zaslonih so zadnje strani fluorescentne cevi prekrite s slojem fluorescentnega premaza. V vsakem pikslu so tri celice z različnimi primarnimi barvami in s kombinacijo jakosti signala v vsaki izmed treh osnovnih barv nastane končna barva piksla na ekranu. 

### Prednosti
Pri plazemskih zaslonih je spekter možnih barv večji kot pri ostalih zaslonih, s tem pa je boljši tudi kontrast, saj barvo svetlobe dobimo direktno iz izvora in ne s filtriranjem bele svetlobe. Imajo zelo velik zorni gledanja brez večjih izgub barv ali kontrasta. Vse te prednosti so najbolj izrazite v temnih prostorih. Imajo zelo hiter odzivni čas, kar pomeni da je slika jasna in ostra. 

### Slabosti
Slabosti plazemskih zaslonov so t.i. “screen burn”, ki je bil poglavitni problem posebej na začetku. Do tega pojava pride, ko je na zaslonu dalj časa ista slika in se slika “zapeče” na zunanji zaslon. Tako ostane silhueta prejšnje slike vidna kljub menjavi v novo sliko. Problem je tudi prednja steklena plast, saj zelo odbija svetlobo. To je za uporabnike lahko zelo neprijazno, posebej kadar je zaslon osvetljen s soncem. Pogosti pojav so jasno izražene črte linij pikslov, ti. “screen door effect”. 
Zaradi velikega števila fluoroscentnih svetil je plazemski zaslon večji porabnik elektrike kot klasični katodni ali tekočekristalni zasloni. Proizvajalci ocenjujejo življenjsko dobo plazemskih zaslonov na nekje 100 000 delovnih ur, po kateri zaslon izgubi polovico prvotne svetlosti. To pomeni okrog 27 let aktivnosti aparata po 10 ur na dan. 

### Vpliv na okolje
Dušikov triflorid NF3, ki se uporablja pri izdelavi plazemskih zaslonov, je toplogredni plin. Hkrati plazemske televizije zaradi večjega števila svetlobnih elementov porabljajo veliko več električnega energije kot ostale.
1. ↑  »How Long do HDTV Plasma TV and LCD/LED TVs last? What's the Life Span?«. www.plasmatvbuyingguide.com. Pridobljeno 17. februarja 2019.